# Lindow (Friedland)
Lindow (niedersorbisch Lindow) ist ein Ortsteil der Stadt Friedland im Landkreis Oder-Spree (Brandenburg). In der Frühen Neuzeit gehörte der Ort zum Ordensamt Friedland des Johanniterordens. Lindow war bis zur Eingemeindung Ende des Jahres 2001 eine selbständige Gemeinde.

## Geographie
Lindow liegt knapp drei Kilometer Luftlinie östlich von Friedland. Die Gemarkung von Lindow grenzt im Norden an die Gemarkung von Reudnitz, im Osten an Groß Briesen, im Süden an Günthersdorf und im Westen an die Stadtgemarkung von Friedland. Der Ort ist über die L43 von Friedland aus zu erreichen, die allerdings südlich des Ortes vorbei führt. Weitere kleinere Straßen führen nach Günthersdorf, Reudnitz und Weichensdorf.
Von Günthersdorf kommend zieht sich der Lindow-Günthersdorfer Graben etwa von Nord nach Süd durch die Gemarkung hindurch. Der Ortskern liegt auf etwa 57 m ü. NHN. Tiefster Punkt ist der Lindow-Günthersdorfer Graben am südlichen Rand der Gemarkung mit etwa 55 m ü. NHN, der höchste Punkt liegt in der südöstlicher Ecke der Gemarkung mit etwas über 70 m ü. NHN. Der Weinberg nordöstlich des Ortskern erreicht 69,6 m ü. NHN.

## Geschichte
Rudolf Lehmann gibt in Historischen Ortslexikon der Niederlausitz 1429 als Jahr der ersten urkundlichen Nennung von Lindow an. Diese urkundliche Nennung und auch die dort geschilderte frühe Besitzgeschichte beziehen sich auf Groß Lindow im Amt Brieskow-Finkenheerd, im 15. Jahrhundert nur Lyndow genannt. Auch im Ortsnamenbuch sind Belege aufgeführt, die definitiv nicht diesen Ort betreffen. Der Name Lindow leitet sich vom deutschen Baumnamen Linde ab, dem die Endung -ow = Aue hinzugefügt wurde. Der Name wäre somit als Lindenaue zu interpretieren. Das Dorf ist nach seiner Struktur ein Sackgassendorf.

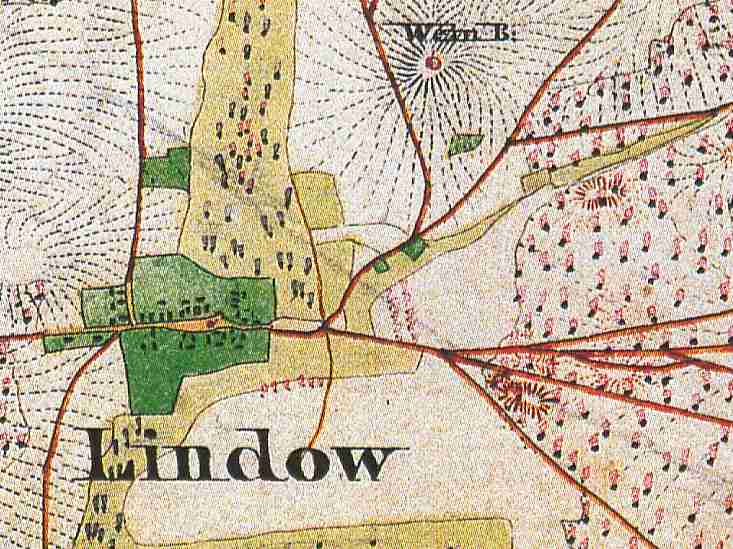
Lindow auf dem Urmesstischblatt 3851 Beeskow von 1846

### Besitzgeschichte
Sicher ist, dass Lindow (bei Friedland) schon vor 1518 zur Herrschaft Friedland gehörte. Es ist anzunehmen, dass es damals auch aufgrund der Lage inmitten der Herrschaft Friedland schon eine geraume Zeit vorher Teil der Herrschaft Friedland war (Houwald). 1518 verkaufte der Niederlausitzer Landvogt Heinrich Tunkel von Bernitzko als Vormund der drei noch unmündigen Brüder Hans, Andreas und Peter v. Köckeritz, lediglich Georg war schon mündig, die Herrschaft Friedland für 16.750 Rheinische Gulden an den Johanniterorden. Der Verkauf wurde wegen des zu niedrigen Preises angefochten und rückgängig gemacht. Georg, Hans und Andreas v. Köckritz erhielten schließlich 1527 vom damaligen böhmischen König Ferdinand I. die Belehnung mit der Herrschaft Friedland; Peter war anscheinend in der Zwischenzeit verstorben. Wegen Überschuldung mussten die drei Brüder v. Köckritz die Herrschaft Friedland 1533 schließlich doch an den Johanniterorden verkaufen, für den doch etwas besseren Preis von 21.500 Talern. Lindow gehörte nun bis 1811 zum Ordensamt Friedland. Das Ordensamt Friedland wurde 1811 vom damaligen sächsischen König Friedrich August I. eingezogen und in ein königlich-sächsisches Amt umgewandelt. Nach dem Übergang an Preußen 1815 wurde das Amt nun Rentamt Friedland genannt.

### Dorfgeschichte
1642 waren von neun Hausstellen nur ein Bauer, zwei Kossäten und ein Büdner übrig geblieben. Fünf Hausstellen waren also wüst. 1665 wird die Bevölkerungsstruktur wie folgt beschrieben: ein Lehnschulze mit vier Hufen, fünf Dreihufenbauern (ein gewisser Wuchatz, ein gewisser Lübeck, Matthes Judisch, Michel Driebisch, Hans Dielow), zwei Zweihufenbauern (Gürge Schlieben und ein gewisser Föder) und einen Kossäten oder Gärtner (Mewes Bölicke). Die Feldmark war demnach in 23 Hufen eingeteilt. Der Kossäte Bölicke hatte mehrere Stücke Landes. Zwei gehörten der Gemeinde, waren aber mit diesem Gut verbunden. Im Veränderungsfall musste der Gemeinde für diese zwei Stücke ein Viertel Bier gezahlt werden, außerdem jährlich sechs Groschen 6 Pfennig. Für eine Wiese, die etwa ein Fuder Heu ergab, musste er den Gemeindebullen füttern, der aber von der Gemeinde angeschafft wurde. 1665 befand sich auf der Feldmark Lindow eine Tongrube, die den Ton für den Ziegelofen bei Friedland lieferte. Am Weinberg nordöstlich des Ortskerns wurde in der Frühen Neuzeit Wein angebaut.
1708 sind es sieben Bauern und zwei Kossäten, In Lindow lebten 20 erwachsene Personen zwischen 12 und 60 Jahren. 1723 werden dagegen acht Bauern und ein Kossäte genannt. 1809 waren es schließlich neun Ganzbauern und zwei Halbbauern. 1818 gab es 13 Feuerstellen, in den 87 Menschen wohnten. Für 1823 wird die Bevölkerung wie folgt beschrieben: ein Lehnschulze, sieben Bauern, zwei Einhufenbauern und ein Kossäte. 1840 sind 17 Häuser und 131 Bewohner registriert worden. 1864 sind 19 Wohnhäuser ausgewiesen, in denen 168 Menschen lebten. 1871 gab es 21 Wohngebäude in Lindow.
Bevölkerungsentwicklung seit 1818 (*)
| Jahr | Einwohner |
| ---- | --------- |
| 1818 | 87*       |
| 1846 | 130*      |
| 1867 | 156       |
| 1875 | 161       |
| 1890 | 150       |
| 1900 | 144*      |
| 1910 | 147       |
| 1925 | 141       |
| 1933 | 131       |
| 1939 | 144       |

| Jahr | Einwohner |
| ---- | --------- |
| 1946 | 205       |
| 1950 | 168       |
| 1964 | 117       |
| 1971 | 114       |
| 1981 | 107       |
| 1985 | 100       |
| 1989 | 90        |
| 1990 | 84        |
| 1991 | 84        |
| 1992 | 84        |

| Jahr | Einwohner |
| ---- | --------- |
| 1993 | 92        |
| 1994 | 88        |
| 1995 | 88        |
| 1996 | 85        |
| 1997 | 95        |
| 1998 | 96        |
| 1999 | 90        |
| 2000 | 92        |

### Kommunale und politische Geschichte
Der niederlausitzische Ort gehörte in der sächsischen Zeit zum Krummspreeischen Kreis. Nach der Eingliederung der Niederlausitz in die Provinz Brandenburg, wurde der Kreis umbenannt in Kreis Lübben; der Kreis behielt aber im Wesentlichen seine Grenzen bei. 1950 wurde der Kreis Lübben bei der ersten Kreisreform in der damaligen DDR stark vergrößert. Nur zwei Jahre später wurde der Kreis Lübben in der umfassenden Kreisreform von 1952 wieder stark verkleinert. Die nördlichen Teile des ursprünglichen Kreises Lübben kamen zum neugeschaffenen Kreis Beeskow, darunter auch Lindow. Nach der Wende wurde der Kreis Beeskow noch in Landkreis Beeskow umbenannt. In der Kreisreform vom 5./6. Dezember 1993 im Land Brandenburg wurde der Kreis Beeskow zusammen mit dem Kreis Fürstenwalde, dem Kreis Eisenhüttenstadt-Land und dem Stadtkreis Eisenhüttenstadt zum Landkreis Oder-Spree vereinigt. Einige Gemeinden im südlichsten Teil des damaligen Landkreises Beeskow wurden in den Landkreis Dahme-Spreewald umgegliedert.
Im Zuge der Verwaltungsreformen 1992 im Land Brandenburg bildete Lindow zusammen mit 15 anderen Gemeinden die Verwaltungsgemeinschaft Amt Friedland (Niederlausitz). Zum 31. Dezember 2001 wurde Lindow in die Stadt Friedland eingemeindet und ist seitdem ein Ortsteil von Friedland. Das Amt Friedland (Niederlausitz) wurde zum 26. Oktober 2003 aufgelöst. Im Ortsteil Lindow wird ein Ortsbeirat bestehend aus drei Mitgliedern gewählt, die aus ihrer Mitte den Ortsvorsteher wählen. Ortsvorsteherin in Lindow ist derzeit (2015) Sabine Graumann.

### Kirchliche Zugehörigkeit
Lindow hat keine Kirche und war zur Wendischen Kirche in Friedland eingekircht. Heute gehört Lindow zur Evangelischen Kirchengemeinde Friedland-Niewisch im Evangelischen Kirchenkreis Oder-Spree.

## Denkmale
Für Lindow weist die Denkmalliste des Landes Brandenburg für den Landkreis Oder-Spree nur ein Bodendenkmal aus:
- Nr. 90783 Flur 1,4: der Dorfkern des deutschen Mittelalter, der Dorfkern der Neuzeit

## Belege